# Optronique
Ne doit pas être confondu avec Opto-électronique.
L’optronique est une technique permettant de mettre en œuvre des équipements ou des systèmes utilisant à la fois l’optique et l’électronique. Elle associe généralement un capteur optique, un système de traitement d’images, un système d’affichage ou de mémorisation.

## Historique
Bien que le terme « optronique » soit apparu au début des années 1970, les premières recherches d'applications imitant les systèmes physiologiques reviennent à Helmholtz et c'est à la fin de la Seconde Guerre mondiale qu'apparaissent des prototypes d’autodirecteurs de missiles air-sol. Durant les années 1950, on voit apparaitre les jumelles de vision nocturne et les autodirecteurs air-air. Dès la mise au point des premiers lasers en 1960, des applications militaires sont envisagées bien que l'idée d'utiliser la lumière comme une arme soit très ancienne. Apparaissent ainsi :
- les caméras thermiques (années 1960),
- les télémètres laser (années 1970),
- les contre-mesures optroniques (années 1990)[3].

## Différentes techniques
Il est possible de catégoriser un système optronique par la longueur d’onde utilisée :
- la bande ultraviolette (0,05 µm à 0,45 µm),
- la bande visible et très proche de l'infrarouge (0,45 à 0,75 µm),
- la « bande 1 » : infrarouge proche, de 1 à 3 µm, cette bande est utilisée pour la détection de corps portés à températures élevées (1000 à 2000 k).
- la « bande 2 » : moyen infrarouge, de 3 à 5 µm, permet de détecter des corps portés à une température moyenne de 600 k, par exemple des avions.
- la « bande 3 » : lointain infrarouge, de 8 à 13 µm, permet de détecter des corps autour de 300 k, et peut être utilisée pour la vision de nuit[4]

## Avantages de l’optronique
Par rapport à d’autres techniques comme le radar, l’optronique utilise le domaine visible du spectre électromagnétique (ainsi que les ultraviolets et infrarouges) ce qui présente un certain nombre d’avantages. Ainsi les faibles longueurs d’onde utilisées permettent des équipements moins encombrants et plus précis. Un autre avantage est la furtivité : un armement optronique n’est pas détectable par un ennemi.

## Exemples d'application

### Caméras thermiques
Les caméras thermiques sont utilisées par les militaires, pour pouvoir combattre la nuit. La première génération date des années 1970. La deuxième, datant des années 1980, utilise des capteurs CCD ou CMOS refroidis.

### Guidage
Un missile muni d’un autodirecteur (« tête chercheuse » dans le langage courant) ou une bombe guidée utilise la détection de chaleur entre la cible et le fond.
Le système va mesurer l’écart angulaire entre la cible et la ligne de visée. Il contient pour cela un détecteur infrarouge refroidi. Il doit également mesurer l’écart angulaire entre la ligne de visée et les repères terrestres en utilisant des moyens gyrométriques. Selon les modèles d’autres fonctions sont disponibles comme la poursuite (recherche de la cible dans un domaine angulaire étendu) ou la reconnaissance des leurres.

### Veille infrarouge
Les équipements de veille infrarouge (IRST) permettent de détecter des cibles dans un champ large (jusqu’à 360°). Ces détecteurs peuvent être actifs, comme le Lidar ou passifs, ce qui permet une discrétion totale.
Ces équipements ont été créés en réponse à l’apparition de missiles antinavires volant au ras du sol (Gabriel) en 1967. Le premier système à être opérationnel était le VAMPIR (Veille Air-Mer Panoramique Infra-Rouge) de la SAT, sorti en 1984 pour équiper les frégates Cassard. D’autres applications existent au niveau terrestre ou aéronautiques (par exemple l’optronique secteur frontal du Rafale).

### Réseaux de télécommunication optique
L'optique est également de plus en plus utilisée dans d'autres domaines technologiques tels que les télécommunications et remplace peu à peu les techniques filaires.
Cette technologie, grâce aux propriétés de l'optique, permet d'obtenir différents avantages, à savoir :
* vitesse de transmission : la célérité de la lumière étant très élevée, il est possible d'obtenir au moyen de l'optique une vitesse de transmission bien supérieure à une transmission coaxiale ou ADSL. La transmission par fibre optique permet ainsi d'atteindre des débits significativement plus élevés ;Interprétation abusive ?
* constance de la puissance du signal : contrairement à l'électricité, la puissance d'un signal optique ne dépend pas de la longueur du réseau de communication. Il est possible de transmettre un signal optique conservant les mêmes propriétés sur plusieurs milliers de km.[réf. nécessaire]
C'est cependant une technologie de transmission de données beaucoup plus coûteuse que toutes ses concurrentes.

## Autres
- Automatisme
- Désignateur laser (faisceau laser utilisé pour désigner une cible, pour une bombe guidée par exemple)
- Forward looking infrared (imagerie infrarouge frontale)
- Optométrie
- Réalité virtuelle

## Sources
1. ↑  Dansac 1994, 2.2 Histoire ancienne. Histoires récentes
2. ↑  « Mythologies autour de l’arme laser », sur www.defense.optronique.net
3. ↑  Dansac 1994, 3.1 Évolutions de l'optronique militaire
4. ↑  Dansac 1994, 1.1.1 Domaine spectral. Les domaines peuvent avoir plusieurs définition, la Commission internationale de l'éclairage en donne un découpage différent (en) CIE, « 134/1 TC 6-26 report: Standardization of the Terms UV-A1, UV-A2 and UV-B », sur cie.co.at
5. ↑  Dansac 1994, 2.1 Principales raisons du développement de l’optronique militaire
6. ↑  Delteil et Fouilloy 1996, introduction
7. ↑  Delteil 1997, Autoguidage IR passif
8. ↑  Delteil et Marcault 1997, 4. Applications